# Бодрог (Румунія)
Бодрог (рум. Bodrog) — село у повіті Клуж в Румунії. Входить до складу комуни Апахіда.
Село розташоване на відстані 312 км на північний захід від Бухареста, 13 км на схід від Клуж-Напоки.

## Населення
За даними перепису населення 2002 року у селі проживала 81 особа.
Національний склад населення села:
| Національність | Кількість осіб | Відсоток |
| -------------- | -------------- | -------- |
| угорці         | 61             | 75,3%    |
| румуни         | 20             | 24,7%    |

Рідною мовою назвали:
| Мова      | Кількість осіб | Відсоток |
| --------- | -------------- | -------- |
| угорська  | 60             | 74,1%    |
| румунська | 21             | 25,9%    |